# Juan Carlos Laviana
Juan Carlos Laviana (El Entrego, San Martín del Rey Aurelio, Asturias, 1958) es un periodista español. Fue, junto con otros periodistas, fundador del diario El Mundo.

## Biografía
Nació y se crio en La Granja, una pequeña población situada a un kilómetro de El Entrego, en el concejo asturiano de San Martín del Rey Aurelio. Su padre era minero y posteriormente responsable de un lavadero de carbón. Tras concluir el bachillerato en el instituto Virgen Covadonga, —desaparecido años después— , se trasladó a Pamplona donde se licenció en la Facultad de Comunicación de la Universidad de Navarra. Mientras tanto, sus padres se instalarón en Gijón.
Comenzó su labor periodística como becario de la Agencia Europa Press (verano de 1977), pasando luego a Diario 16 (1980-1989) como redactor jefe; hasta que en 1989, junto con otros periodistas, —Alfonso de Salas, Pedro J. Ramírez, Balbino Fraga y Juan González, entre otros—, participó en la puesta en marcha del diario El Mundo, donde fue director adjunto de información (1989-1995), director adjunto de Orbyt (2009-2014) y director adjunto (2013-2015). Prosiguió en el Grupo Unión Editorial, como adjunto al director general de Publicaciones (2015-2016). Y posteriormente trabajó en El Español, hasta que fue nombrado director de Nueva Revista de Política, Cultura y Arte (2017-2023).
Laviana también colabora de manera regular con el diario asturiano La Nueva España y ocasionalmemente con la revista literaria digital Zenda, además de El Español y The Objective.

## Publicaciones

### Monografías
- Los chicos de la Prensa (Nickel Odeon, 1996).[8]
- Diez años que cambiaron el mundo (1999).[9]

### Obras colectivas
- La Guerra Civil Española, mes a mes (2005). 36 vol.
- El Franquismo, año a año (2006). 37 vol.
- La democracia, año a año (2007). 35 vol.
- Los Episodios Nacionales. Edición conmemorativa de El Mundo. (2008). 23 vol,
- La Otra Crónica de España. El Franquismo y la Democreacia. (2015). 6 vol.